# RJB (Hörfunksender)
RJB ist ein privates, französischsprachiges Schweizer Radio. Das Radio ist generalistisch und legt Wert auf bürgernahe Informationen und hat einen öffentlich-rechtlichen Auftrag. Das 1984 gegründete Radio sendet auf UKW im französischsprachigen Teil des Kantons Bern: im Berner Jura, in der Region Biel und im Tal von Delsberg. Seit 2014 sendet sie auch über DAB+ in der gesamten Westschweiz. Ihre Studios befinden sich in Tavannes. Sie gehört bis 2024 zur Gruppe von Pierre Steulet, dem Verwalter von BNJ FM, das auch aus RFJ, RTN und der BNJ Suisse SA (GRRIF) besteht. Im Jahr 2025 erhielt sie unter der neuen Holding Jura Bernois Bienne Seeland SA (JBBS SA) erneut und für die nächsten 10 Jahre die vom BAKOM erteilte französischsprachige Konzession für die Region Berner Jura und Biel.
RJB beschäftigt rund 30 Mitarbeitende (20 Vollzeitstellen).